# Insenatura di Schott
L'insenatura di Schott è un'insenatura ricoperta di ghiaccio, lunga circa 7,7 km, in direzione est-ovest, e larga circa 3,5 km alla bocca, situata sulla costa di Black, nella parte orientale della Terra di Palmer, in Antartide. L'insenatura si estende in particolare poco a sud di capo Eusebione, all'estremità orientale della penisola Merz, poco a nord dell'insenatura di Wüst e di fronte all'isola Butler.
All'interno dell'insenatura, le cui acque sono ricoperte dalla piattaforma glaciale Larsen D, si getta un ramo orientale del ghiacciaio Spiess, che va ad alimentare la sopraccitata piattaforma.

## Storia
L'insenatura di Schott è stata scoperta da alcuni membri del Programma Antartico degli Stati Uniti d'America di stanza alla base Est durante una ricognizione aerea svolta nel dicembre 1940; nel 1947 essa è stata poi nuovamente fotografata nel corso della spedizione antartica di ricerca Ronne, i cui membri, assieme a quelli del British Antarctic Survey, allora chiamato Falkland Islands Dependencies Survey (FIDS), la cartografarono poi da terra. L'insenatura è stata poi così battezzata dal FIDS in onore del noto oceanografo tedesco Gerhard Schott.